# Reggenza di Gianyar
La Reggenza di Gianyar (in indonesiano Kabupaten Gianyar) è una reggenza (kabupaten) dell'Indonesia situata nella provincia di Bali.